# 김관선
김관선(金寬宣, 1957년~)은 대한민국의 전 정치인이며 김대중 전 대통령의 조카이다.

## 생애
1957년 전라남도 신안군 하의면에서 아버지 김대봉과 어머니 박공심의 3남 1녀 중 차남으로 태어났다. 목상고등학교, 조선대학교 경영학과, 전남대학교 행정대학원 행정학 석사 과정을 졸업하였다.
1995년 제1회 전국동시지방선거에서 민주당 후보로 광주광역시의회 의원 선거에 출마하여 당선되었다. 1998년 제2회 전국동시지방선거에서 새정치국민회의 후보로 광주광역시의회 의원 선거에 출마하여 당선되었다. 2000년 광주광역시의회 부의장을 지냈다.

## 선거 결과
- 1995년 제1회 전국동시지방선거에서 민주당 후보로 광주광역시의회 의원 선거에 출마하여 당선되었다.
- 1998년 제2회 전국동시지방선거에서 새정치국민회의 후보로 광주광역시의회 의원 선거에 출마하여 당선되었다.
- 2000년 광주광역시의회 부의장을 지냈다.